# Marcha por nuestras vidas

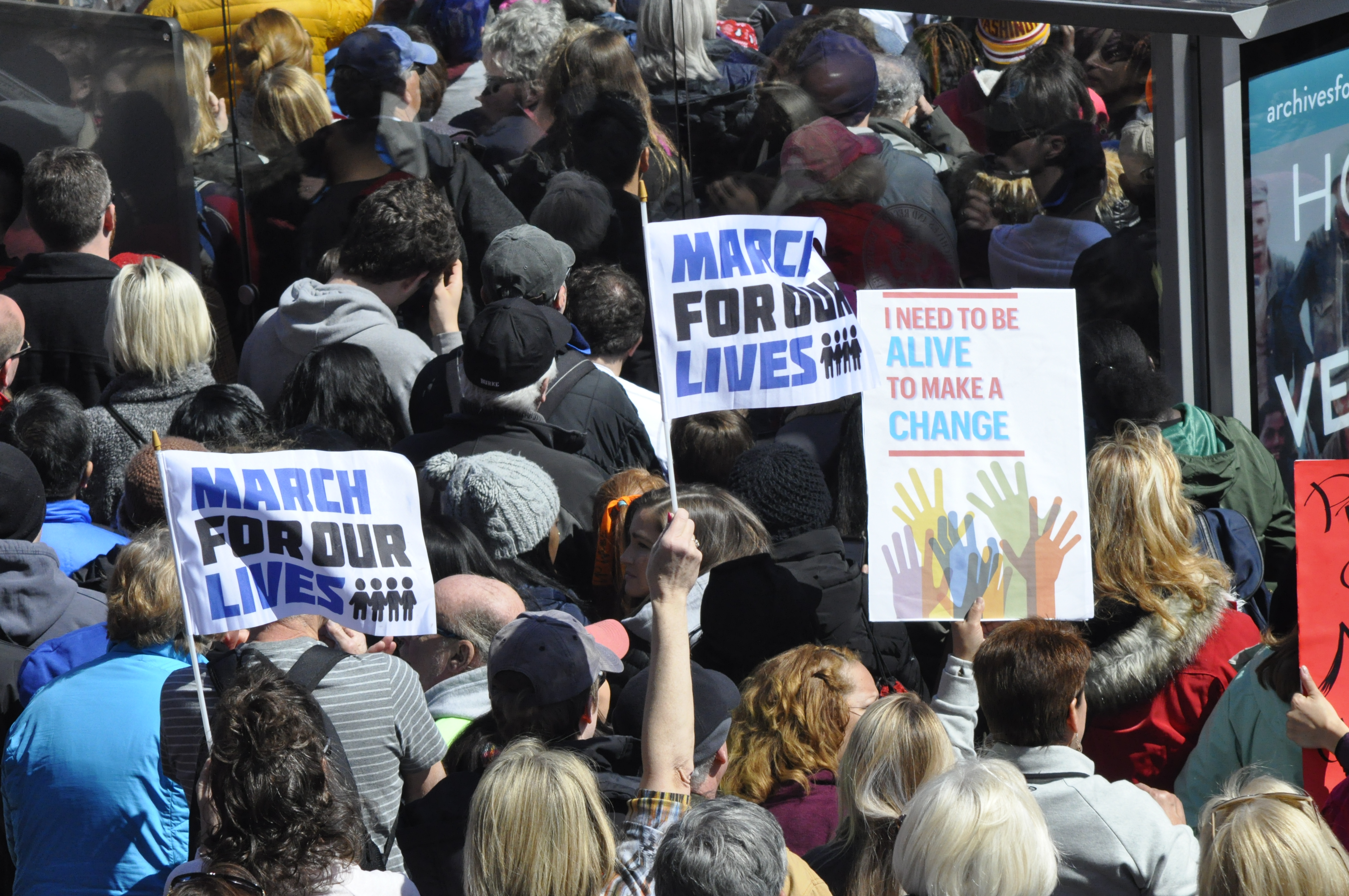
Multitud con logo de la protesta.

Marcha por nuestras vidas  (March for Our Lives, en inglés) fue una manifestación liderada por estudiantes universitarios y de secundaria estadounidenses en apoyo de una política y legislación estricta de control de armas más estrictas que tuvo lugar el 24 de marzo de 2018 en Washington D. C., con más de 800 protestas paralelas en todo Estados Unidos y alrededor del mundo. Los organizadores estudiantiles de Never Again MSD planificaron la marcha en colaboración con la organización sin fines de lucro Everytown for Gun Safety. El evento surgió después del Tiroteo en la escuela secundaria Stoneman Douglas de Parkland, que fue descrito por muchos medios de comunicación como un posible punto de inflexión para la legislación de control de armas.
Los manifestantes pidieron verificaciones universales de antecedentes sobre todas las ventas de armas, elevando la edad federal de posesión y tenencia de armas a 21, cierre de las exhibiciones de armas, restauración de la Prohibición de armas de asalto federal de 1994 y prohibición de la venta de armas revistas de gran capacidad en los Estados Unidos y una prohibición de las existencias tope. Se estima que la participación fue de entre 1,2 y 2 millones de personas en los Estados Unidos, convirtiéndola en una de las mayores protestas en la historia de los Estados Unidos.

## Organización
Un joven armado llamado Nikolas Cruz mató a 17 de sus compañeros de clase y profesores en una escuela y cambió el curso de sus vidas, el día 14 de febrero de 2018.
En los días posteriores al tiroteo del 14 de febrero, los estudiantes dejaron claro que sus pensamientos y rezos no eran solo para ellos: querían soluciones legislativas concretas a la epidemia de tiroteos masivos y el final de la influencia de la Asociación Nacional del Rifle (NRA, en inglés). En un mitin en Fort Lauderdale, X González, estudiante de la escuela donde ocurrió el tiroteo, llamó mentirosos a los políticos que dijeron que ninguna ley podría prevenir una masacre.
Cameron Kasky, un estudiante de tercer año en la escuela, y sus compañeros de clase, anunciaron la marcha cuatro días después. También se unieron a los esfuerzos de la marcha Alex Wind de Stoneman Douglas High School, quien junto con cuatro amigos crearon la campaña "Nunca más". X González y David Hogg, también sobrevivientes del tiroteo, han sido partidarios de la marcha.
La fecha fue elegida para dar a los estudiantes, las familias y otras personas la oportunidad de llorar primero, y luego el 24 de marzo, hablar sobre el control de armas. Los organizadores presentaron una solicitud de permiso con el Servicio de Parques Nacionales durante la semana del 23 de febrero, y esperaban que asistieran hasta 500,000 personas. Sin embargo, según los informes, ya se había reservado para el 24 de marzo el National Mall, que era el sitio planeado de la marcha principal en Washington D. C. la solicitud, presentada por un grupo de estudiantes locales no identificados, afirmó que era para un concurso de talentos. Más tarde se obtuvo un permiso para la Avenida Pensilvania. La Autoridad de Tránsito del Área Metropolitana de Washington anunció que operaría trenes adicionales para la marcha.

### Interacción con los medios
Los medios de noticias estadounidenses fueron hasta Parkland para cubrir el tiroteo. Encontraron sobrevivientes dispuestos a revivir los momentos más terribles de sus vidas y conectarlos con políticas sobre la violencia con armas de fuego.

### Enough! National School Walkout
Un mes desde que Nikolas Cruz irrumpió en la escuela secundaria Marjory Stoneman Douglas con un rifle tipo AR-15 y mató a 17 estudiantes y miembros de la escuela. Miles de estudiantes de todo el país salieron de clases como parte del Paro Nacional Estudiantil para exigir acciones a favor de una reforma legislativa y control estricto contra el uso de armas de fuego.

### Anuncio de Marcha
Anunciaron sus planes de una gran marcha
Ya el 18 de febrero, los estudiantes avisaron: planeaban marchar por sus vidas en Washington el 24 de marzo.Desde el principio, se comprometieron a poner las voces de los estudiantes en el centro como sobrevivientes de la violencia de las armas y como futuros votantes e invitaron a los adolescentes de todo el país a que se unieran a ellos.

### Demandas
La Marcha por Nuestras Vidas tiene tres demandas principales:
- Aprobar una ley para prohibir las armas de asalto frecuentemente utilizadas para llevar a cabo tiroteos masivos[7]
- Detener la venta de cartuchos de gran capacidad, restringiendo la cantidad de municiones[7]
- Cerrar las lagunas en el control de verificación de antecedentes de Estados Unidos e implementar leyes que requieran de la verificación de antecedentes para cada compra de armas, incluidas las que se hacen en línea o en exhibiciones de armas.[7]

### Recaudación de fondos
Una campaña de GoFundMe para apoyar la manifestación consiguió más de 1,7 millones de dólares en tres días además de dos millones de euros de donaciones privadas de personalidades de Hollywood, incluyendo a George y Amal Clooney, Oprah Winfrey, Steven Spielberg y Jeffrey Katzenberg. Estos fondos son los que hicieron posible la marcha del día 24 de marzo, pagando los suministros, equipos y coordinación del evento masivo.
El 23 de febrero, Gucci anunció que también estaban donando $ 500,000 para la marcha. Otras personas y organizaciones que ofrecen apoyo han incluido a Justin Bieber, Gabby Giffords, Lauren Jauregui, Alyssa Milano, Moms Demand Action, Amy Schumer, San Vicente, Harry Styles, Hayley Williams, Paul McCartney, Kanye West, y Kim Kardashian. John Legend y Chrissy Teigen donaron $ 25,000. Jimmy Fallon se comprometió a asistir a un evento con su familia. Samantha Bee entrevistó a niños. Jim Jefferies entrevistó a participantes en San Diego. Otras celebridades como Taylor Swift han donado una cantidad no revelada de dinero para la campaña.
James Corden promovió el evento March for Our Lives. John Zimmer y Logan Green, cofundadores de Lyft, anunciaron su apoyo a los mítines y manifestaron que su compañía proporcionaría viajes gratuitos para los asistentes a las manifestaciones. Aplicación de citas La CEO de Bumble Whitney Wolfe Herd anunció posteriormente que apoyaban el movimiento NeverAgain al prohibir todas las imágenes de armas de fuego en su aplicación de citas.
John Cena y Millie Bobby Brown aplaudieron el evento March for Our Lives en los Kids Choice Awards.

## Vigilia
En Washington D. C., se realizó una oración y vigilia en la Catedral Nacional de Washington la víspera del mitin, como un monumento a las víctimas de la violencia armada, y para declarar la creencia de la iglesia: "Este trabajo está enraizado en nuestro compromiso con Jesús" Mandamos amar a nuestro prójimo como a nosotros mismos ... nos reunimos con la convicción de que el derecho a portar armas no prevalece sobre el derecho a la vida ". La letanía también incluía el siguiente estribillo:

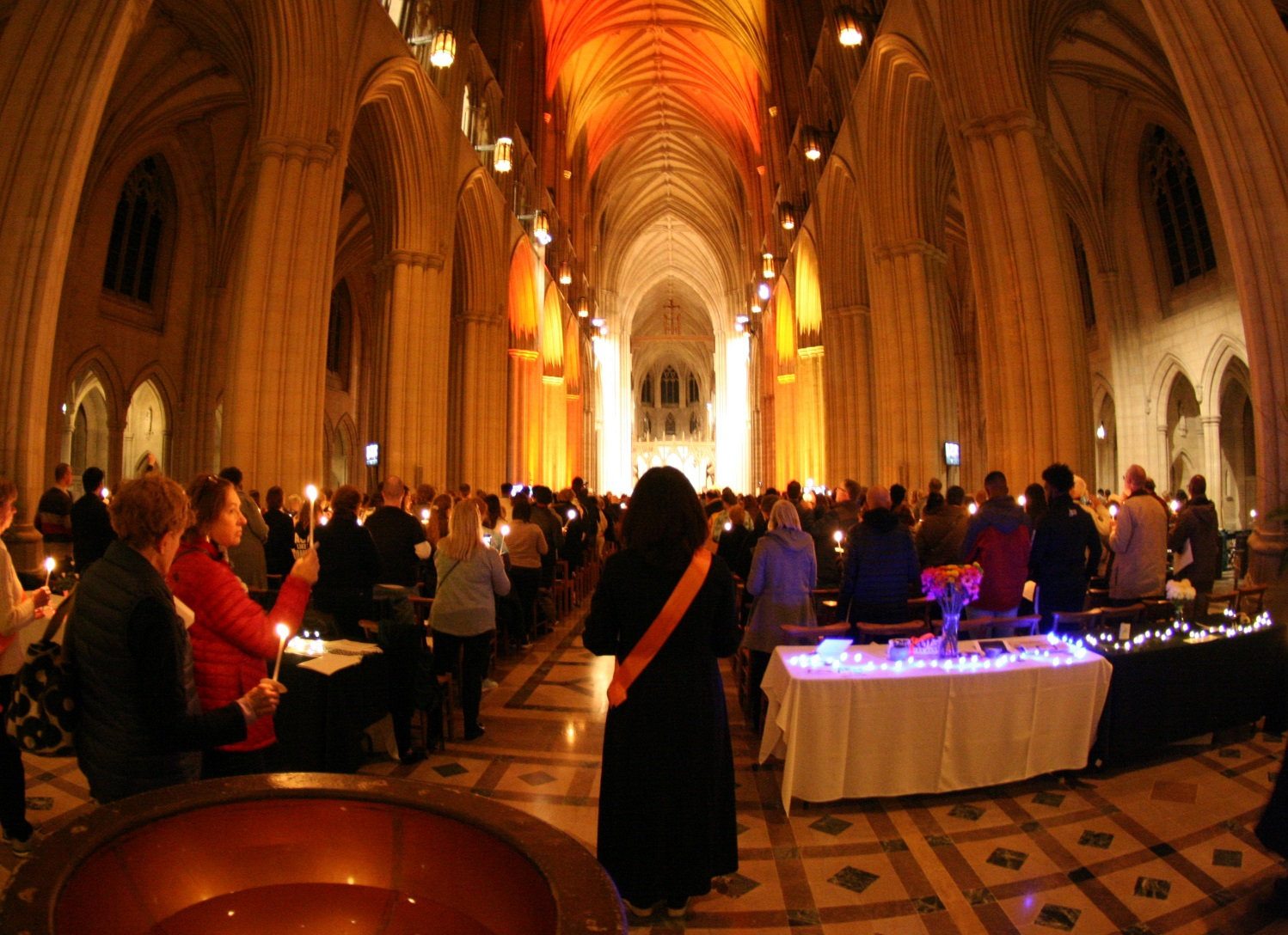
Vigilia en la Catedral nacional de Washington.

De tantas corazonadas surge un compromiso unido de ir a las calles de nuestras ciudades y pueblos y promover un camino de paz y bienestar para todas las personas. Con la compasión sembrada de los hilos de la tristeza y el terror, repararemos una nación desgarrada por la violencia armada y tejiremos una nueva tela de esperanza y paz.
Los oradores invitados fueron Philip y April Schentrup, padres de Carmen Schentrup, de 16 años, quien murió en el tiroteo en Parkland, Florida.

## Marcha
Bajo el lema #MarchForOurLives, o Marcha por Nuestras Vidas, cientos de miles de personas participan en manifestaciones en Estados Unidos para exigir leyes más estrictas para el acceso civil a las armas. Encabezadas principalmente por jóvenes estudiantes, las manifestaciones masivas se desarrollan en grandes ciudades como Washington D. C., Chicago, Nueva York, Los Ángeles, Seattle, Boston, Filadelfia y Houston. Hubo manifestaciones en otras lugares del mundo donde se sumaron la protesta.

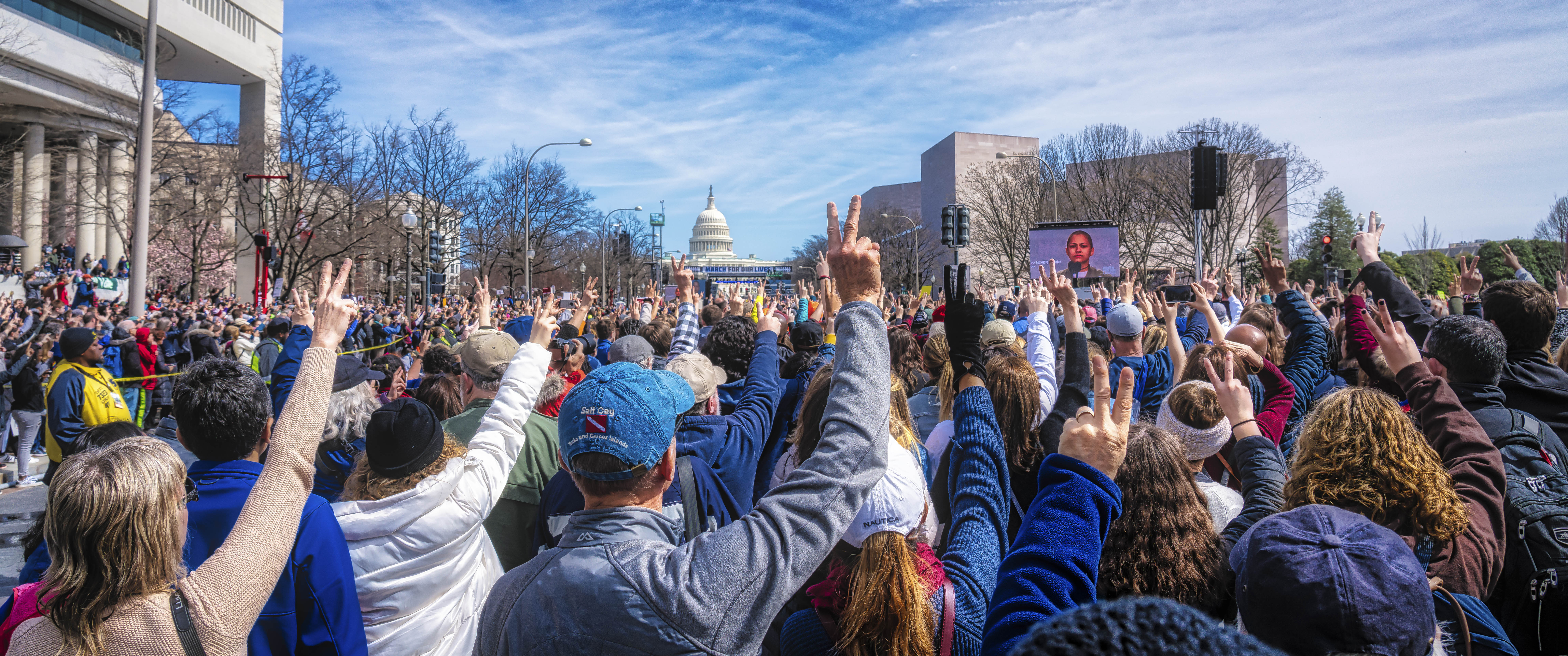
X González en el Jumbotron a distancia during en su momento de silencio.

La Marcha fue una de las mayores protestas lideradas por jóvenes desde la era de la Guerra de Vietnam. Las estimaciones de la participación en el evento principal en Washington D. C., varían de 200,000 a 800,000.
X González, líder del movimiento estudiantil surgido tras el tiroteo de Parkland, protagonizó uno de los momentos más conmovedores al pronunciar su discurso en el escenario principal de la marcha en Washington D. C. "Seis minutos y cerca de 20 segundos, 17 amigos murieron, 15 resultaron heridos y absolutamente todos en la comunidad Douglas se vieron alterados para siempre", dijo ante una multitud.
Después de enumerar los nombres de todas las víctimas fatales del tiroteo, González permaneció en el escenario, entre lágrimas, con respiración fuerte, durante el resto de los seis minutos y 20 segundos. Y lo hizo en silencio.

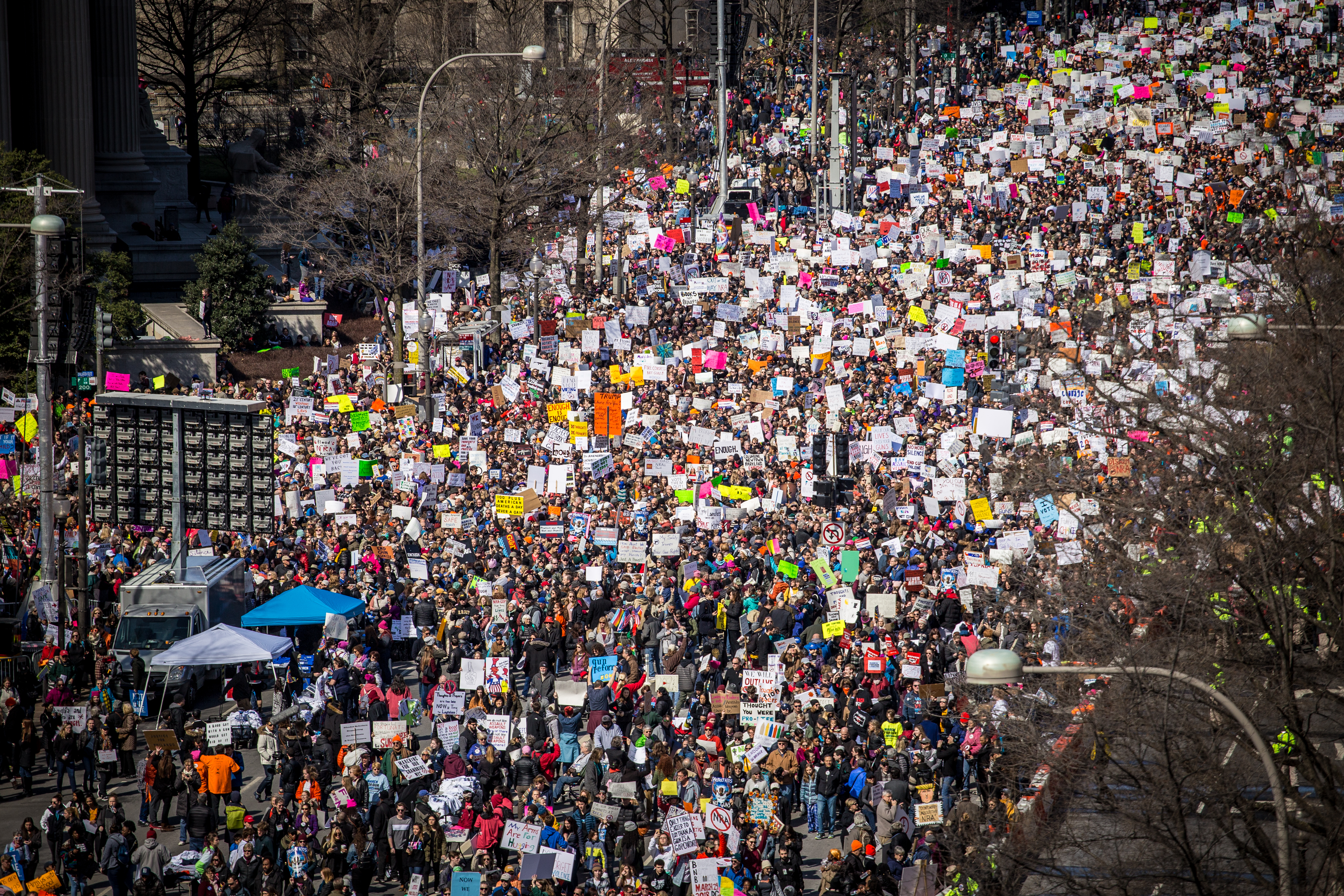
Manifestantes en la Avenida Pensilvania (Washington D. C.)

En Washington tuvo lugar el acto más grande en el que también dieron su apoyo cantantes como Ariana Grande y Miley Cyrus.

## Marchas hermanas
Se realizaron más de 800 protestas hermanas en Estados Unidos y otros países, y también hubo actos de solidaridad en Edimburgo, Londres, Ginebra, Sídney y Tokio. Cuando los eventos terminaban en la costa este de EE. UU., comenzaban en el oeste, incluida una gran manifestación en Los Ángeles, California.
Sobrevivientes del tiroteo de Parkland hablaron en la manifestación en Tel Aviv, Israel, que tuvo lugar en la Embajada de los Estados Unidos.
Marchas fueron realizadas para Hong Kong; Mumbai, India; y Tokio y Okinawa, Japón.
Manifestaciones se hicieron en Mozambique y Ghana

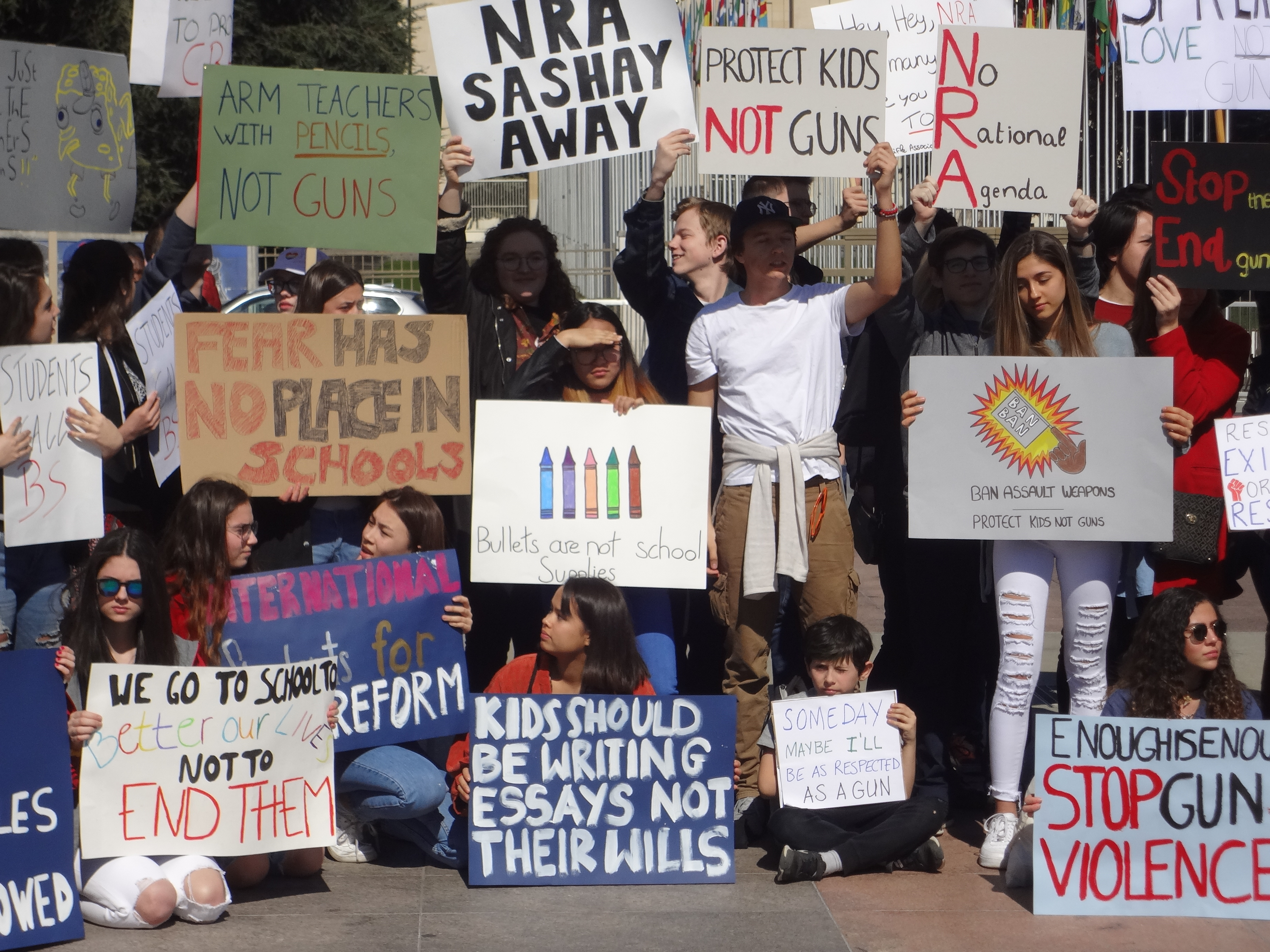
Apoya a la "Marcha por nuestras vidas" en Ginebra, Suiza

Varias ciudades de Canadá, Australia y Nueva Zelanda se sumaron a la manifestación.

### Puerto Rico
En un anuncio oficial al estado, el gobernador Ricardo Rosselló anunció que encomendó al Secretario de Estado, Luis G. Rivera Marín, comenzar los preparativos para la marcha en San Juan. Rosselló hizo un llamado para que todos los ciudadanos y organizaciones cívicas, religiosas y del sector privado se unan en solidaridad para mejorar el control de armas. También comentó que Puerto Rico tiene las más estrictas regulaciones de control de armas en todas las jurisdicciones del país. Rivera Marín afirmó que "nuestras comunidades deben ser un lugar donde nuestra gente tenga paz, no miedo". Anunció que la marcha comenzó en la Laguna del Condado y culminaría en el Pabellón de la Paz en el Parque Luis Muñoz Rivera.

## Reacciones

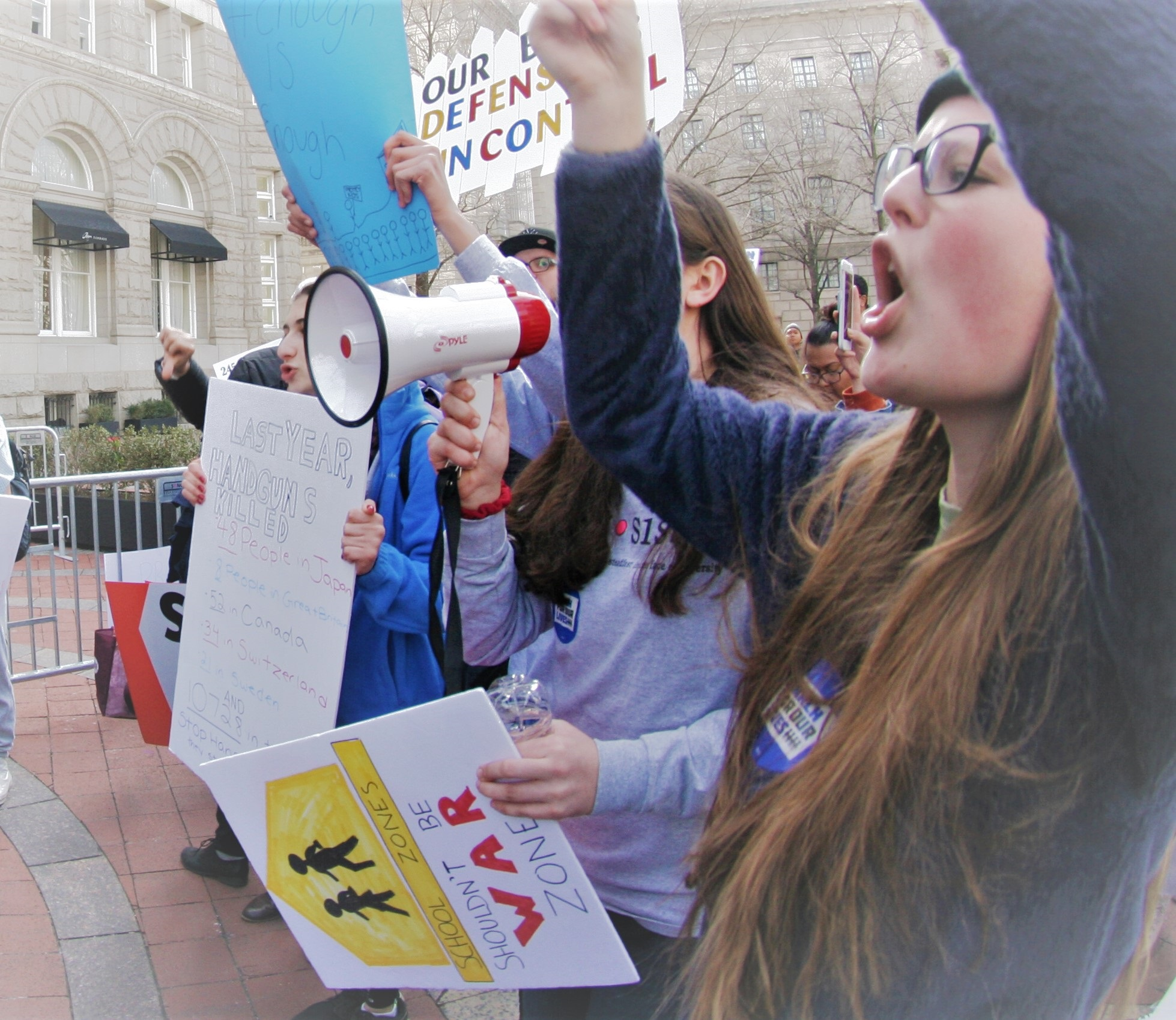
Manifestantes en el Trump Hotel en Washington D. C.

### Asociación Nacional del Rifle
El 21 de marzo, el presentador de televisión NRA Grant Stinchfield declaró que "Marcha por nuestras vidas está respaldada por radicales con una historia de amenazas violentas, lenguaje y acciones"; el inspector de datos PolitiFact ha calificado esta declaración como "sin mérito" y "Pantalones al fuego", lo que indica que es una "afirmación ridícula".
Mientras se realizaba la marcha, la ANR publicó un video de membresía en su página de Facebook, declarando que las "protestas no son espontáneas. Los multimillonarios que odian las armas y las elites de Hollywood están manipulando y explotando a niños como parte de su plan para DESTRUIR la Segunda Enmienda ". Otro video llamado "Una Marcha por sus Mentiras" fue subido a YouTube con Colion Noir, en el que describió la manifestación planificada como un "carnaval de una marcha". Noir también dijo en el vídeo que hay una "agenda que es un millón de veces más grande que las armas".

### Políticos
The Washington Post informó que hubo muchos demócratas que alentaron a los manifestantes, y muchos de ellos, incluidos los candidatos a los cargos, participaron desde el margen de la marcha, pero pocos republicanos hicieron lo mismo. La Casa Blanca dijo en una respuesta que "aplauden a los jóvenes estadounidenses valientes que ejercen sus primeros derechos de enmienda".
El día de las protestas, el senador republicano de Florida, Marco Rubio, respondió: "Sin embargo, muchos otros estadounidenses no respaldan la prohibición de armas" y "ve la prohibición de armas como una infracción a los derechos de la ley de la Segunda Enmienda de los ciudadanos que finalmente no lo harán". prevenir estas tragedias ". Pidió a los manifestantes que encuentren "puntos en común con quienes tienen puntos de vista opuestos" para que se produzca el cambio. Sin embargo, las protestas no exigieron una prohibición general de armas de fuego.
El exsenador republicano y candidato presidencial Rick Santorum criticó a los activistas de Parkland, sugiriendo durante una entrevista con CNN que los estudiantes deberían aprender formas de responder a un tirador en lugar de pedirles a los legisladores "que resuelvan su problema"; Santorum aconsejó a los estudiantes tomar clases de RCP en lugar de marchar en Washington. El Washington Post citó a varios médicos que respondieron a Santorum que la reanimación cardiopulmonar no sería en absoluto efectiva para las víctimas de disparos ya que sufrían de pérdida de sangre.

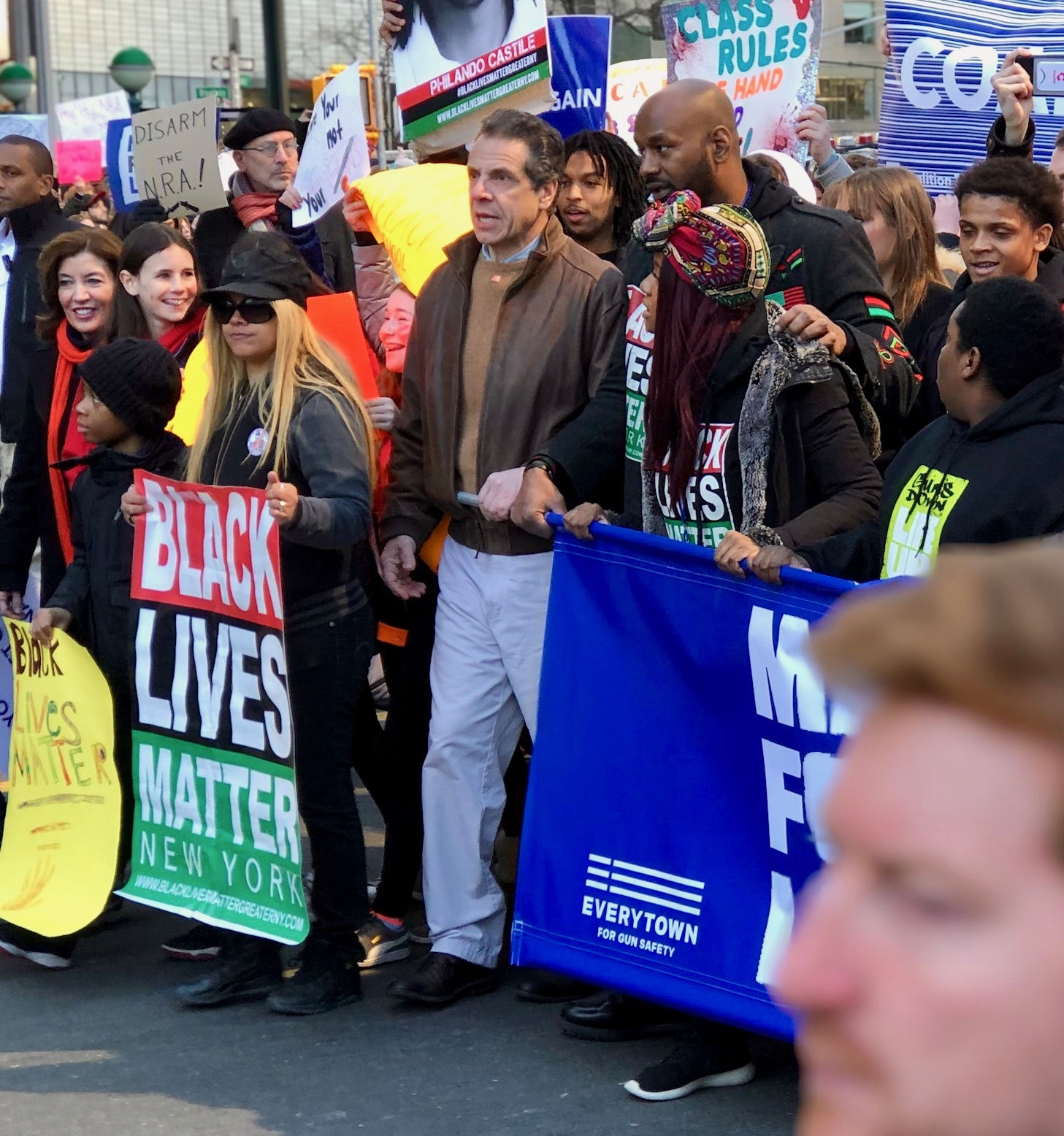
El Gobernador del Estado de Nueva York, Andrew Cuomo, lidera las protestas en la Ciudad de Nueva York.

El expresidente demócrata Barack Obama dijo que estaba "tan inspirado por todos los jóvenes" que hicieron posible March for Our Lives. Se dirigió a ellos: "Sigue así. Nos estás guiando hacia adelante. Nada puede interponerse en el camino de millones de voces que piden un cambio" 

### Medios de comunicación
Un informe en The New Yorker elogió a los líderes de la marcha por su "extraordinaria inclusión" en la medida en que expandieron el lugar de interés de las escuelas suburbanas a las de los vecindarios urbanos también.
En las redes sociales, se distribuyeron imágenes falsas y GIF de Emma González rompiendo una copia de la Constitución de los Estados Unidos en un esfuerzo por desacreditar la marcha. Las imágenes fueron retocadas a partir de originales de González rompiendo un signo de tiro blanco. El actor y comentarista conservador Adam Baldwin defendió la circulación de las imágenes adulteradas como "sátira política"

### Celebridades
Jesse Hughes, un sobreviviente del tiroteo en el teatro Bataclan, calificó la marcha como "patética", pero luego de ser criticado por su comentario, más tarde se disculpó diciendo: "No estaba tratando de impugnar a la juventud de Estados Unidos y esta cosa hermosa que lograron. Realmente lo siento, no quise lastimar a nadie ni causar ningún daño".